# جوزيف غيلز
جوزيف غيلز هو صحفي وسياسي أمريكي، ولد في 1786 في Eckington, Derbyshire ‏ في المملكة المتحدة، وتوفي في 21 يوليو 1860 في واشنطن العاصمة في الولايات المتحدة. انتخب عمدة واشنطن العاصمة.